# Bahnstrecke Berthelming–Sarreguemines
| Bahnhof Berthelming |                            |                                                                                          |                                                                                          |
| Streckennummer (SNCF): | 168 000; 13 und 134 (1962) |                                                                                          |                                                                                          |
| Kursbuchstrecke: | 230 (1917)                 |                                                                                          |                                                                                          |
| Streckenlänge: | 42,52 km                   |                                                                                          |                                                                                          |
| Spurweite: | 1435 mm (Normalspur)       |                                                                                          |                                                                                          |
| Maximale Neigung: | 10 ‰                       |                                                                                          |                                                                                          |
| |                            |                                                                                          |                                                                                          |
| \| \| \| Bahnstrecke Réding–Metz-Ville von Réding/Sarrebourg \| \| \| \| 0,0 \| Berthelming (Berthelmingen; Keilbahnhof) \| 239 m \| \| \| \| Bahnstrecke Réding–Metz-Ville nach Metz-Ville \| \| \| \| 4,5 \| Fénétrange (Finstingen) \| Fénétrange (Finstingen) \| \| \| 7,0 \| Niederstinzel (Niederstinzel) \| Niederstinzel (Niederstinzel) \| \| \| ~7,9 \| Grenze Département Moselle/Bas-Rhin \| Grenze Département Moselle/Bas-Rhin \| \| \| ~8,8 \| Isch \| Isch \| \| \| 10,7 \| Wolfskirchen (Wolfskirchen) \| Wolfskirchen (Wolfskirchen) \| \| \| 13,8 \| Bischtroff-sur-Sarre (Pisdorf) \| Bischtroff-sur-Sarre (Pisdorf) \| \| \| 16,3 \| Sarrewerden (Saarwerden) \| Sarrewerden (Saarwerden) \| \| \| \| 2000–2018 Streckenende \| \| \| \| 18,0 \| Sarre-Union (Saar-Union) \| Sarre-Union (Saar-Union) \| \| \| 21,1 \| Schopperten (Schopperten) \| Schopperten (Schopperten) \| \| \| 23,4 \| Keskastel (Keskastel) \| Keskastel (Keskastel) \| \| \| \| Anschl. Zementwerk \| \| \| \| \| Sarre et Moselle enrobés \| \| \| \| \| Bahnstrecke Champigneulles–Sarralbe von Nancy-Ville \| \| \| \| \| Anschl. Salzwerke Saaralben (Salines de Sarralbe) \| \| \| \| ~27,4 \| Grenze Département Bas-Rhin/Moselle \| Grenze Département Bas-Rhin/Moselle \| \| \| 27,6 \| Sarralbe (Saaralben) \| 212 m \| \| \| \| \| \| \| \| \| Bahnstrecke Kalhausen–Sarralbe nach Kalhausen(–Saargemünd) \| \| \| \| \| \| \| \| \| \| Saar \| \| \| \| \| Anschl. Ineos Polymers Sarralbe \| \| \| \| \| Saarkanal \| \| \| \| 31,0 \| Willerwald (Willerwald) \| Willerwald (Willerwald) \| \| \| \| A 4 \| \| \| \| ~33,3 \| Anschl. Druckerei Hollmann \| Anschl. Druckerei Hollmann \| \| \| 33,4 \| Anschl. Smartville Hambach \| Anschl. Smartville Hambach \| \| \| 34,8 \| Hambach (Hambach) \| Hambach (Hambach) \| \| \| 38,5 \| Neufgrange (Neuscheuern) \| Neufgrange (Neuscheuern) \| \| \| \| Bahnstrecke Mommenheim–Sarreguemines von Strasbourg-V. \| \| \| \| \| \| \| \| \| \| Bahnstrecke Haguenau–Falck-Hargarten und v./n. Bitsch und Bliestalbahn v./n. Zweibrücken \| \| \| \| \| \| \| \| \| 42,5 \| Sarreguemines (Saargemünd) \| 202 m \| \| \| \| Bahnstrecke Haguenau–Falck-Hargarten nach Béning \| \| \| \| \| Bahnstrecke Saarbrücken–Sarreguemines nach Saarbrücken \| \| |                            |                                                                                          |                                                                                          |
| |                            | Bahnstrecke Réding–Metz-Ville von Réding/Sarrebourg                                      |                                                                                          |
| Bahnhof | 0,0                        | Berthelming (Berthelmingen; Keilbahnhof)                                                 | 239 m                                                                                    |
| Abzweig ehemals geradeaus und nach links |                            | Bahnstrecke Réding–Metz-Ville nach Metz-Ville                                            | Bahnstrecke Réding–Metz-Ville nach Metz-Ville                                            |
| Bahnhof (Strecke außer Betrieb) | 4,5                        | Fénétrange (Finstingen)                                                                  | Fénétrange (Finstingen)                                                                  |
| Haltepunkt / Haltestelle (Strecke außer Betrieb) | 7,0                        | Niederstinzel (Niederstinzel)                                                            | Niederstinzel (Niederstinzel)                                                            |
| Grenze (Strecke außer Betrieb) | ~7,9                       | Grenze Département Moselle/Bas-Rhin                                                      | Grenze Département Moselle/Bas-Rhin                                                      |
| Brücke über Wasserlauf (Strecke außer Betrieb) | ~8,8                       | Isch                                                                                     | Isch                                                                                     |
| Bahnhof (Strecke außer Betrieb) | 10,7                       | Wolfskirchen (Wolfskirchen)                                                              | Wolfskirchen (Wolfskirchen)                                                              |
| Haltepunkt / Haltestelle (Strecke außer Betrieb) | 13,8                       | Bischtroff-sur-Sarre (Pisdorf)                                                           | Bischtroff-sur-Sarre (Pisdorf)                                                           |
| Haltepunkt / Haltestelle (Strecke außer Betrieb) | 16,3                       | Sarrewerden (Saarwerden)                                                                 | Sarrewerden (Saarwerden)                                                                 |
| |                            | 2000–2018 Streckenende                                                                   |                                                                                          |
| Haltepunkt / Haltestelle (Strecke außer Betrieb) | 18,0                       | Sarre-Union (Saar-Union)                                                                 | Sarre-Union (Saar-Union)                                                                 |
| Haltepunkt / Haltestelle (Strecke außer Betrieb) | 21,1                       | Schopperten (Schopperten)                                                                | Schopperten (Schopperten)                                                                |
| Haltepunkt / Haltestelle (Strecke außer Betrieb) | 23,4                       | Keskastel (Keskastel)                                                                    | Keskastel (Keskastel)                                                                    |
| Abzweig geradeaus und von rechts (Strecke außer Betrieb) |                            | Anschl. Zementwerk                                                                       | Anschl. Zementwerk                                                                       |
| Abzweig geradeaus und von rechts (Strecke außer Betrieb) |                            | Sarre et Moselle enrobés                                                                 | Sarre et Moselle enrobés                                                                 |
| Abzweig geradeaus und von links (Strecke außer Betrieb) |                            | Bahnstrecke Champigneulles–Sarralbe von Nancy-Ville                                      | Bahnstrecke Champigneulles–Sarralbe von Nancy-Ville                                      |
| Abzweig geradeaus und nach rechts (Strecke außer Betrieb) |                            | Anschl. Salzwerke Saaralben (Salines de Sarralbe)                                        | Anschl. Salzwerke Saaralben (Salines de Sarralbe)                                        |
| Grenze (Strecke außer Betrieb) | ~27,4                      | Grenze Département Bas-Rhin/Moselle                                                      | Grenze Département Bas-Rhin/Moselle                                                      |
| ehemaliger Haltepunkt / Haltestelle Strecke bis hier außer Betrieb | 27,6                       | Sarralbe (Saaralben)                                                                     | 212 m                                                                                    |
| |                            |                                                                                          |                                                                                          |
| Abzweig geradeaus und nach rechts |                            | Bahnstrecke Kalhausen–Sarralbe nach Kalhausen(–Saargemünd)                               | Bahnstrecke Kalhausen–Sarralbe nach Kalhausen(–Saargemünd)                               |
| |                            |                                                                                          |                                                                                          |
| Brücke über Wasserlauf |                            | Saar                                                                                     | Saar                                                                                     |
| Abzweig ehemals geradeaus und nach links |                            | Anschl. Ineos Polymers Sarralbe                                                          | Anschl. Ineos Polymers Sarralbe                                                          |
| Brücke über Wasserlauf (Strecke außer Betrieb) |                            | Saarkanal                                                                                | Saarkanal                                                                                |
| Bahnhof (Strecke außer Betrieb) | 31,0                       | Willerwald (Willerwald)                                                                  | Willerwald (Willerwald)                                                                  |
| Strecke mit Straßenbrücke (Strecke außer Betrieb) |                            | A 4                                                                                      | A 4                                                                                      |
| Abzweig geradeaus und von rechts (Strecke außer Betrieb) | ~33,3                      | Anschl. Druckerei Hollmann                                                               | Anschl. Druckerei Hollmann                                                               |
| Abzweig geradeaus und nach rechts (Strecke außer Betrieb) | 33,4                       | Anschl. Smartville Hambach                                                               | Anschl. Smartville Hambach                                                               |
| Bahnhof (Strecke außer Betrieb) | 34,8                       | Hambach (Hambach)                                                                        | Hambach (Hambach)                                                                        |
| Haltepunkt / Haltestelle (Strecke außer Betrieb) | 38,5                       | Neufgrange (Neuscheuern)                                                                 | Neufgrange (Neuscheuern)                                                                 |
| Strecke von rechts |                            | Bahnstrecke Mommenheim–Sarreguemines von Strasbourg-V.                                   | Bahnstrecke Mommenheim–Sarreguemines von Strasbourg-V.                                   |
| |                            |                                                                                          |                                                                                          |
| Strecke quer · Kreuzung geradeaus unten · Abzweig geradeaus, nach rechts und von rechts (Strecke außer Betrieb) |                            | Bahnstrecke Haguenau–Falck-Hargarten und v./n. Bitsch und Bliestalbahn v./n. Zweibrücken | Bahnstrecke Haguenau–Falck-Hargarten und v./n. Bitsch und Bliestalbahn v./n. Zweibrücken |
| |                            |                                                                                          |                                                                                          |
| Bahnhof · Kopfbahnhof Strecke bis hier außer Betrieb | 42,5                       | Sarreguemines (Saargemünd)                                                               | 202 m                                                                                    |
| Grenze auf Brücke über Wasserlauf · Strecke nach links und von halbrechts |                            | Bahnstrecke Haguenau–Falck-Hargarten nach Béning                                         | Bahnstrecke Haguenau–Falck-Hargarten nach Béning                                         |
| |                            | Bahnstrecke Saarbrücken–Sarreguemines nach Saarbrücken                                   |                                                                                          |

Die Bahnstrecke Berthelming–Sarreguemines (Berthelmingen–Saargemünd), auch Saarbahn genannt, war eine zweigleisige Nebenbahnstrecke in Lothringen und im Elsass, die größtenteils entlang des Ostufers der Saar entlangführte. Sie verband unmittelbar nach Ende des Deutsch-Französischen Kriegs in Nord-Süd-Richtung die damalige Hauptstadt des Landkreises Saargemünd, Saargemünd, mit der damaligen Hauptstadt des Landkreises Saarburg, Saarburg, an der zwanzig Jahre zuvor fertiggestellten Bahnstrecke Paris–Straßburg. Bis 2018 wurde noch ein knapp zehn Kilometer langer Abschnitt befahren, am 22. Dezember 2018 wurde mit der Aufgabe des Reiseverkehrs zwischen Kalhausen und Sarre-Union der Gesamtverkehr eingestellt.

## Geschichte
Die Konzession für diese Strecke wurde von den Société belge des chemins de fer am 5. März 1868 beantragt und am 11. Oktober desselben Jahres genehmigt. Der Bau wurde mit 380 Millionen Franc subventioniert, die in zehn Chargen ausgezahlt werden sollten. Die erste Charge war für den 15. Januar 1870 vorgesehen, die letzte mit Abschluss der Arbeiten. Mit ihrer Genehmigung wurde die Strecke als öffentlich erklärt. Die Trassierung war nicht aufwändig, sie führte bis Herbitzheim, wo sie die Saar querte, immer an deren rechten Ufer entlang. Nach Herbitzheim verlief die Trasse in einem großen Bogen über Hambach zurück an das linke Saarufer. Auf diesem letzten Viertel der Strecke waren Höhenunterschiede zu überwinden, aber keine Kunstbauwerke nötig.
Nachdem die Bauarbeiten im Frühjahr 1869 begonnen hatten, mussten sie mit Beginn des Krieges zunächst eingestellt werden. Sie konnte dann 1872 eröffnet werden. Zwar war sie für zweigleisigen Ausbau projektiert, wurde aber zunächst nur eingleisig ausgeführt. Am 15. Oktober 1877 wurde die Bahnstrecke Metz–Sarrebourg nach Rémilly fertiggestellt, die dort auf die Forbacher Bahn (Metz–Saarbrücken) traf. Der elf Kilometer lange Abschnitt zwischen Sarrebourg und Berthelming wurde dieser neuen Strecke zugeschlagen. Schon 1877 wurde gleichzeitig mit der Strecke nach Rémilly der südliche Abschnitt zwischen Berthelming und Sarralbe mit einem zweiten Gleis versehen, das in den 1950er Jahren wieder entfernt wurde. 1881 kaufte das Deutsche Reich die Strecke von der Lothringischen Eisenbahn AG und gliederte sie in die Reichseisenbahnen in Elsaß-Lothringen ein, die sie der Betriebsdirektion Saargemünd zuordnete.
Nachdem die Strecke in ihren ersten 75 Jahren wegen der häufigen Besitz- und Verwaltungswechsel aufgrund der Verschiebung der deutsch-französischen Grenze zu leiden hatte, war anschließend die Randlage zwischen den beiden Regionen Lothringen und Elsass zwischen den Départements Moselle und Bas-Rhin problematisch bei Fahrplangestaltung und Verantwortung. Am 31. August 1989 wurde in dem Abschnitt Hambach–Saargemünd sämtlicher Verkehr eingestellt. Güterzüge zum Smartville Hambach, das 1997 eröffnet wurde, benutzten nur noch den südlichen Teil, bis auch dort der Bahnverkehr eingestellt wurde. Personenzüge nach Saargemünd verkehrten zuletzt von Berthelming kommend über die 8 km lange Bahnstrecke Sarralbe–Kalhausen und die letzten 13 km von Kalhausen über die Bahnstrecke Mommenheim–Sarreguemines, während die ursprüngliche Entfernung über Hambach 15 km betragen hatte.